# Chadyżensk
Chadyżensk, Chadyżeńsk (ros. Хадыженск) - miasto w Rosji, w Kraju Krasnodarskim, w rejonie apszerońskim.
Miasto położone nad rzeką Pszysz, 113 km od Krasnodaru i 14 km od centrum administracyjnego rejonu, Apszerońska. Kurort balneologiczny z wodami jodobromowymi.